# 오펠라헬스케어코리아
오펠라헬스케어코리아(영어: Opella HealthCare Korea)는 프랑스 파리에 본사를 두고 있는 제약 회사인 사노피의 대한민국 법인이자 대한민국의 제약 회사이다. 사노피는 1990년에 대한민국 법인을 설립했다. 2021년 사노피의 컨슈머헬스케어부문을 분할신설이 되었다.

## 역사
- 2021년 사노피의 컨슈머헬스케어은 오펠라헬스케어코리아㈜로 분할 신설

## 제품소개

### 일반의약품
- 돌코락스 (돌코락스에스, 돌코락스좌약, 돌코소프트)
- 뮤코펙트
- 부스코판
- 안티스탁스
- 알레그라

### 건강기능식품
- 세노비스
- 노바뷔

## 같이 보기
- 사노피
- 사노피-아벤티스코리아
- 한국베링거인겔하임

## 참고문헌
1. ↑  김용주, 오펠라헬스케어코리아, 새 대표에 정경희 사장, 바이오워치, 2023.01.05